# 达川镇
达川镇，是中华人民共和国甘肃省兰州市西固区下辖的一个乡镇级行政单位。
2016年，甘肃省民政厅批复同意撤销达川乡，设立达川镇。

## 行政区划
达川镇下辖以下地区：
岔路村、上车村、河咀村、吊庄村、幸福村和达川社区。